# Sówkowate

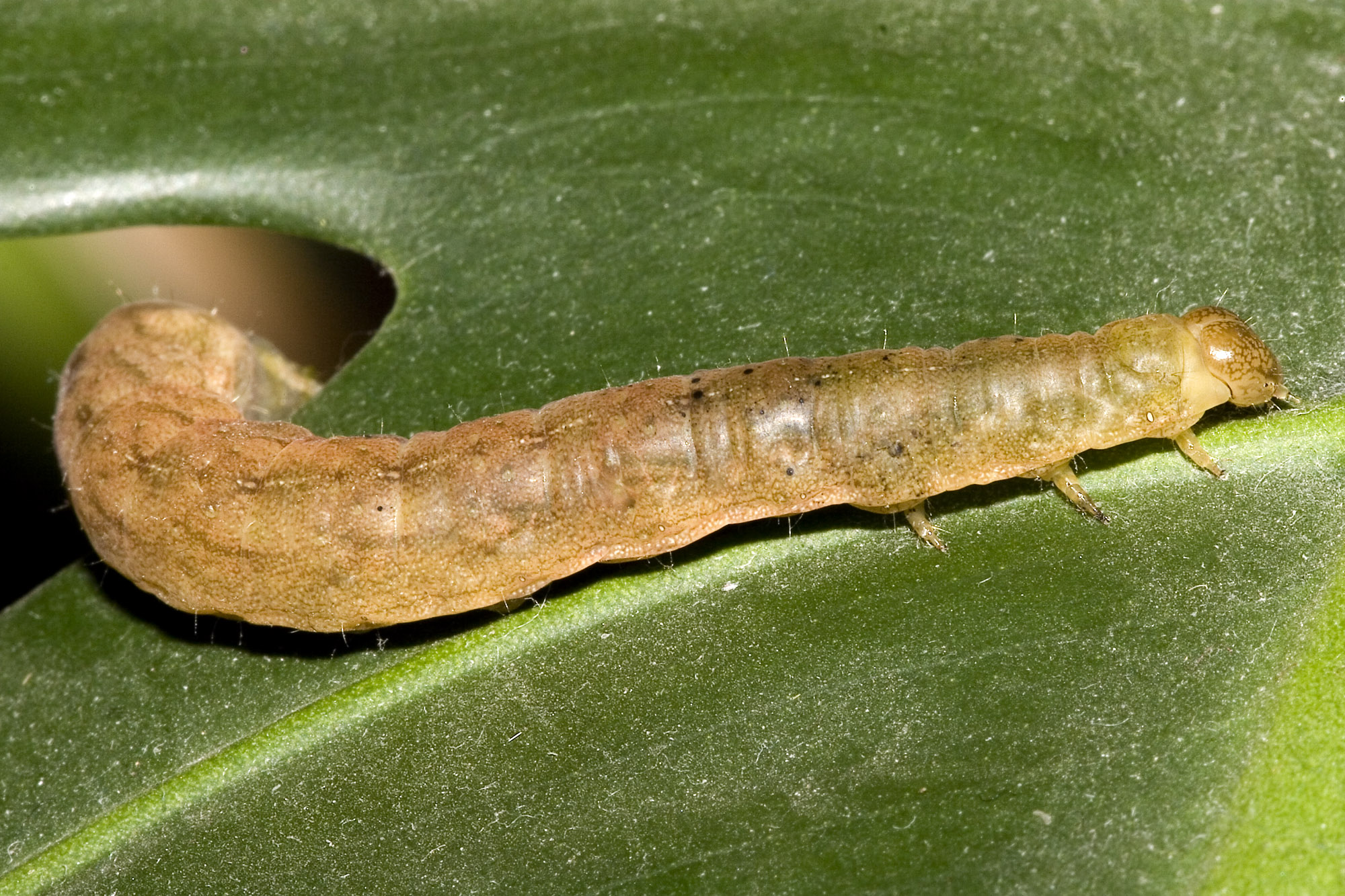
Gąsienica Phlogophora meticulosa z podrodziny Noctuinae

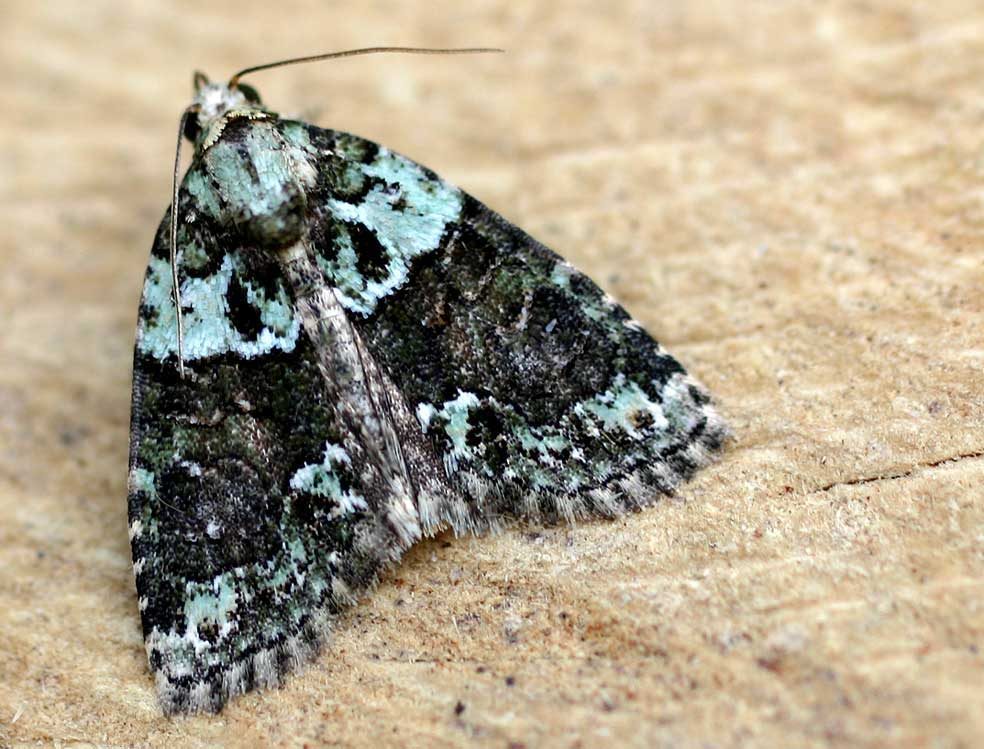
Cryphia algae z podrodziny Bryophilinae

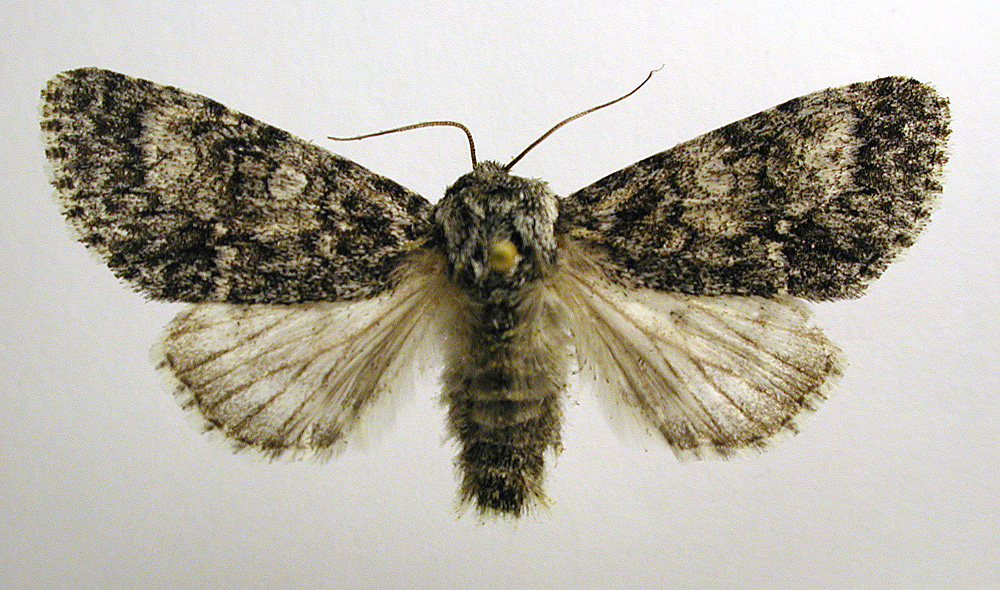
Wieczernica topolówka z podrodziny Acronictinae

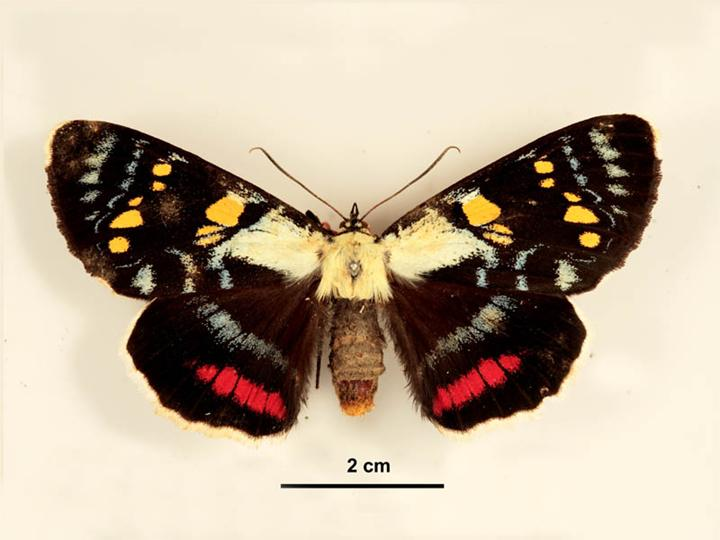
Agarista agricola z podrodziny Agaristinae

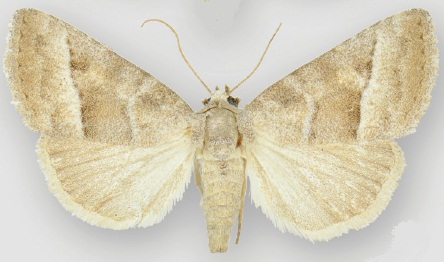
Ogdoconta moreno z podrodziny Condicinae

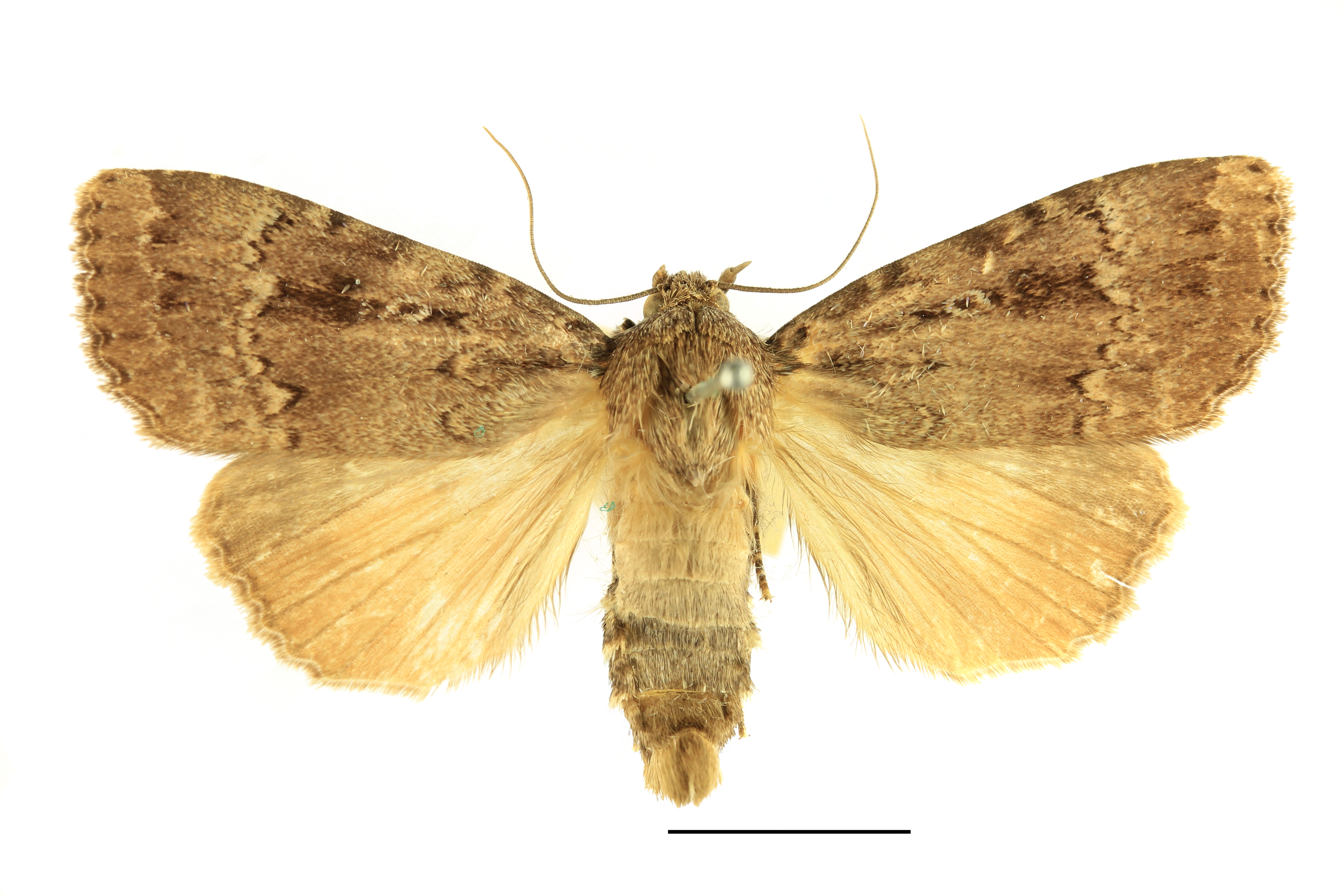
Amphipyra pyramidea z podrodziny Amphipyrinae

Sówkowate, sówki (Noctuidae) – rodzina motyli z podrzędu Glossata i nadrodziny Noctuoidea. Obejmuje ponad 12 000 znanych gatunków, z których większość zasiedla strefę umiarkowaną półkuli północnej. Dorosłe są aktywne o zmierzchu i nocą. Mają krępy tułów, szeroki odwłok i dość wąskie skrzydła.

## Opis

### Owad dorosły
Głowa tych motyli wyposażona jest w duże oczy, wyraźne przyoczka oraz długie, zwężające się ku wierzchołkom czułki, które mogą być nitkowate, piłkowane, grzebykowate lub pierzaste. Część czołowo-nadustkowa głowy pokryta jest łuskami. Głaszczki wargowe są dość krótkie. Ssawka w pełni wykształcona i sprawna.
Na krępym tułowiu tych motyli łuski patagiów tworzą kołnierzyk, a duże tegule zakrywają nasady skrzydeł. Środkowe odnóża mają jedną, a tylne dwie parami ostróg na goleniach. Skrzydła są dość wąskie i krótkie, rozpiętości do 100 mm. Podstawowe elementy wzoru na przedniej ich parze są wspólne i wskazano je na grafice poniżej. Wzór tylnego skrzydła zwykle przedstawia zredukowaną wersję przedniego lub w ogóle nie występuje.

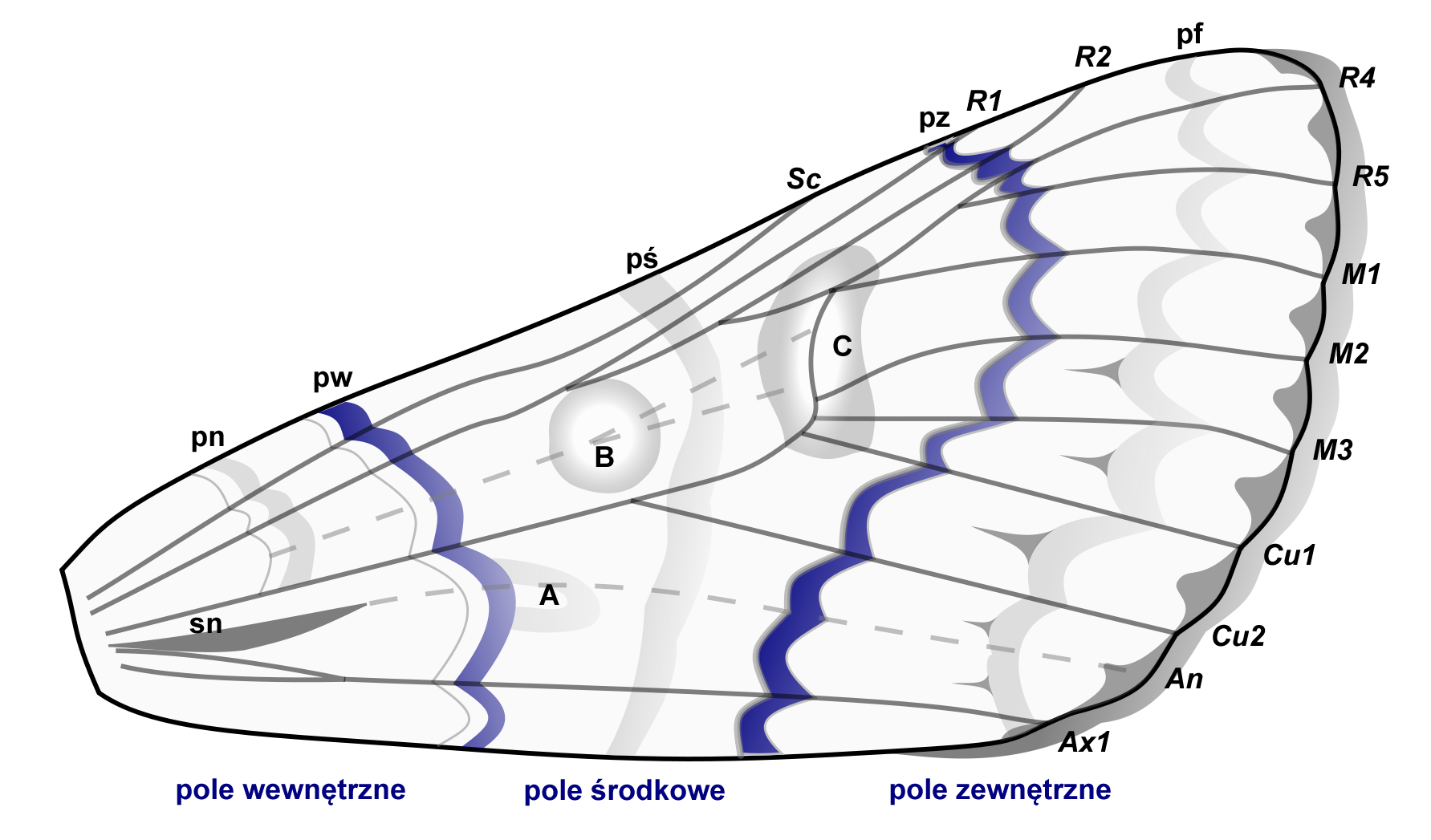
Charakterystyczne elementy deseniu skrzydła przedniego: A – plama czopkowata, B – plama okrągła, C – plama nerkowata, pn – przepaska nasadowa, pw – przepaska wewnętrzna, pś – przepaska środkowa, pz – przepaska zewnętrzna, pf – przepaska falista, sn – smuga nasadowa. Żyłki: Sc – subkostalna, R1–R4 – radialne, M1–M3 – medialne, Cu1, Cu2 – kubitalne, An – analna, Ax1 – aksylarna.

Odwłok szeroki. Pęcherzyki (bullae) tympanalne w nasadowej części odwłoka są ze sobą pośrodku zlane, co uchodzi za autapomorfię. Płaty fragmy między tergitami pierwszym i drugim są płytkie lub nie ma ich wcale. Narządy rozrodcze samców o długim unkusie, wąskich walwach i zazwyczaj wykształconej koronie. Jako autapomorfię w żeńskich genitaliach rozpoznano obecność diamentokształtnej płytki w przedwierzchołkowej części tylnej apofizy. Torebka kopulacyjna ma zwykle trójkątne lub trapezowate ostium.

### Stadia rozwojowe
Jaja zwykle są półkuliste, o rzeźbionej powierzchni. Gąsienice większości gatunków są nagie, ze szczecinkami tylko na brodawkach. Mają dobrze rozwinięte posuwki, jedynie pierwsze ich dwie pary mogą być zredukowane. Nagie, zwykle ciemnobrunatne poczwarki mają najczęściej wyposażony w kilka haków kremaster.

## Biologia i występowanie
Rodzina kosmopolityczna, ale większość gatunków występuje w strefie umiarkowanej półkuli północnej. Spośród ponad 12 tysięcy opisanych gatunków około 1070 znanych jest z Europy, a 440 z Polski (zobacz: sówkowate Polski).
Gąsienice większości gatunków żerują na roślinach zielnych, inne na drzewach i krzewach liściastych lub iglastych. U wielu gatunków gąsienice prowadzą skryty tryb życia – za dnia żerują na częściach podziemnych, nocą zaś na nadziemnych, a nawet całe życie żerują wewnątrz rośliny (np. w korzeniu lub łodydze). Dorosłe aktywne są o zmierzchu i nocą.

## Taksonomia
Do niedawna rodzina ta była szerszej definiowana. Na podstawie wyników analiz filogenetycznych wieku zawężono jej sens do taksonu o dobrze wspartym monofiletyzmie. Zahiri i inni wyróżniają podrodziny:
- Acontiinae
- Acronictinae
- Aediinae
- Agaristinae
- Amphipyrinae
- Bagisarinae
- Bryophilinae
- Condicinae
- Cuculliinae
- Cydosiinae
- Dilobinae
- Dyopsinae
- Eucocytiinae
- Eustrotiinae
- Heliothinae
- Metoponiinae
- Noctuinae
- Oncocnemidinae (m.in. rodzaje Calliergis, Xylocampa)
- Pantheinae
- Plusiinae – błyszczki
- Raphiinae

Niektóre zaliczane tu wcześniej taksony, jak Rivulinae czy większość wstęgówek przeniesiono do mrocznicowatych.